# Jordstruktur
Jordstruktur er betegnelsen for den måde jordpartiklerne er fordelt på i jorden, når den er helt urørt. Strukturen bestemmer jordens porøsitet, dvs. dens evne til at optage og fastholde luft og vand. Derfor er det afgørende for al dyrkning, at man skaber eller vedligeholder den bedst mulige jordstruktur.
Under danske forhold kan samme jordtype findes i to strukturer: enkeltkornstruktur (der også optræder som knoldestruktur) og krummestruktur. Enkeltkornstrukturen er vanskelig at dyrke i, og det er vigtigt at undgå de betingelser, der fremkalder den:
- dispergering ved overvægt af éngyldige ioner i jordvandet
- forkert bearbejdning
- forkert behandlingstidspunkt i forhold til fugtigheden.
- mangel på kolloide stoffer

I stedet ønsker man at skabe en jord, som ligner brødkrummer, som altså har krummestruktur. Det får man, når følgende betingelser er opfyldt:
- flokkulering ved hjælp af to- eller tregyldige ioner
- korrekt bearbejdning
- bearbejdning af "tjenlig" jord (dvs. når jorden kan smuldres ved ganske let bearbejdning)
- vedligeholdelse af kolloide stoffer, først og fremmest humus

Krummestrukturen er bedst, fordi den giver de bedste poreforhold, men den kan kun fastholdes, når jorden rummer stoffer, der gør den strukturstabil: bakterie- og ormeslim.